# Вингерсайм-ле-Катр-Бан
Вингерсайм-ле-Катр-Бан (фр. Wingersheim-les-Quatre-Bans) — вновь созданная коммуна на северо-востоке Франции в регионе Гранд-Эст (бывший Эльзас — Шампань — Арденны — Лотарингия), департамент Нижний Рейн, округ Саверн, кантон Буксвиллер. Коммуна Вингерсайм-ле-Катр-Бан создана слиянием и последующим упразднением коммун Вингерсайм, Женсайм, Миттелозен и Оатсенайм. Дата образования новой коммуны — 1 января 2016 года.
Площадь коммуны — 18,52 км², население — 2 265 человек (2013), почтовые индексы: 67170, 67270.

## Состав коммуны
| Код INSEE | Коммуна    | Французское название | Площадь, км² | Население (2013) |
| --------- | ---------- | -------------------- | ------------ | ---------------- |
| 67158     | Женсайм    | Gingsheim            | 3,71         | 334              |
| 67207     | Оатсенайм  | Hohatzenheim         | 2,0          | 207              |
| 67297     | Миттелозен | Mittelhausen         | 4,81         | 551              |
| 67539     | Вингерсайм | Wingersheim          | 8,0          | 1173             |
| Всего:    | Всего:     | Всего:               | 18,52        | 2265             |